# Miguel Primo de Rivera
Miguel Primo de Rivera y Orbaneja (Jerez de la Frontera, 8 gennaio 1870 – Parigi, 16 marzo 1930) è stato un generale e politico spagnolo. Governò la Spagna come dittatore dal 15 settembre 1923 al 28 gennaio 1930.

## Biografia
Suo zio Fernando fu governatore delle Filippine e ministro della guerra.
Nato in una famiglia di militari in Andalusia, entrò nell'esercito spagnolo e prese parte alle guerre coloniali in Marocco, a Cuba e nelle Filippine. Nel 1911 divenne generale di brigata.
Dopo la prima guerra mondiale, fu promosso tenente generale nel luglio 1919.
Ricevette quindi diversi importanti incarichi militari, tra cui il capitanato-generale di Valencia, Madrid, e Barcellona. Divenne marchese di Estella alla morte dello zio nel 1921. Quell'anno fu anche eletto senatore.
In un periodo di rivolte sociali e tumulti conseguenti alla precaria situazione economica spagnola successiva alla perdita delle ultime colonie, prendendo ispirazione dalla Marcia su Roma dell'anno precedente, salì al potere con un colpo di Stato nel settembre 1923, con l'appoggio di tutto l'esercito, dei latifondisti, dei sindacati e degli imprenditori catalani. Sperò di risollevare le sorti economiche e sociali della Spagna e fu accettato e riconosciuto dallo stesso Re Alfonso XIII di Spagna, che nel 1925 lo nominò primo ministro.
Primo de Rivera sospese la costituzione, istituì la legge marziale, impose una rigida censura e bandì tutti i partiti politici, ed alcuni sopravvissero solo in clandestinità. Fondò quindi l'Unione Patriottica Spagnola, creando un sistema monopartitico. Durante il suo governo, il filosofo Miguel de Unamuno venne confinato sull'isola di Fuerteventura. Unamuno fuggì e continuò i suoi sforzi di opposizione al regime. De Rivera condusse la vittoriosa guerra del Rif, in Marocco.
Primo de Rivera tentò di ridurre la disoccupazione investendo denaro nelle opere pubbliche, ma queste spese statali causarono una rapida inflazione, che portò ulteriore malcontento popolare. La grave crisi economica che colpì la maggior parte dei Paesi occidentali dopo il crollo di Wall Street del 1929 acuì ulteriormente la situazione. Alla fine, perse l'appoggio di quasi tutte le parti sociali e dell'esercito (rivolta militare di Valencia del 1929) e il re stesso probabilmente lo convinse a dimettersi nel gennaio 1930. 
Questo portò però nel giro di pochi mesi, nell'aprile 1931, alla caduta della monarchia spagnola e all'instaurazione della Seconda Repubblica Spagnola.
Pochi mesi dopo la fine della sua dittatura, Primo de Rivera morì a Parigi, ufficialmente per complicanze di diabete mellito, anche se non si sono mai accertate le cause del suo improvviso e rapido decesso.

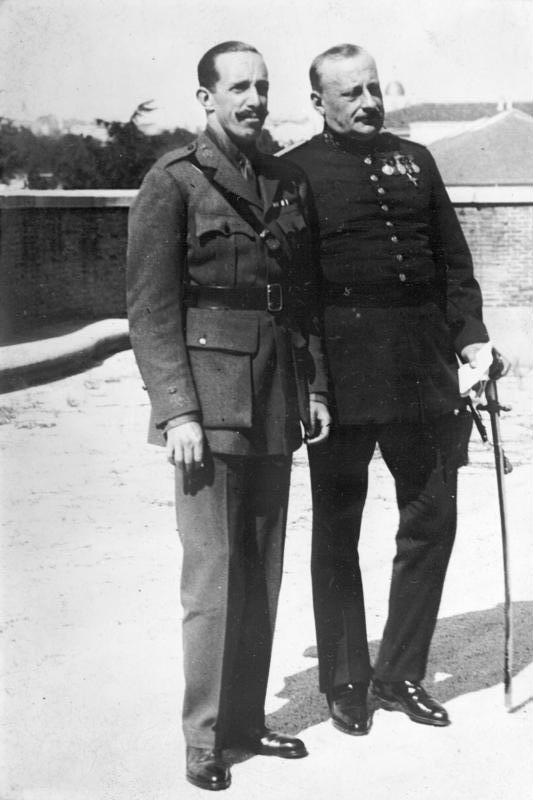
Miguel Primo de Rivera e il re di Spagna Alfonso XIII

## Vita privata
Ebbe sei figli:
- l'avvocato José Antonio Primo de Rivera fondò il partito politico della Falange spagnola e venne arrestato, processato e condannato a morte per fucilazione all'inizio della guerra civile spagnola, il 20 novembre 1936;
- anche il secondo figlio Fernando fu ucciso dai repubblicani nell'agosto 1936;
- la figlia Pilar fondò la Sección Femenina della Falange e fu procuratrice alle Cortes dal 1943 al 1977;
- un altro figlio, Miguel, fu ambasciatore nel Regno Unito e ministro dell'agricoltura nel IV governo di Franco (1941-1945);
- Carmen;
- Angela.